# Bundesregierung Raab I
Die österreichische Bundesregierung Raab I wurde nach der Nationalratswahl vom 22. Februar 1953 zusammengestellt. Die ÖVP wurde nun nicht mehr von Leopold Figl, sondern von Julius Raab angeführt, von dem seine Partei eine kantigere Politik erwartete. Bundespräsident Theodor Körner ernannte die erste Regierung Raab, neuerlich eine ÖVP-SPÖ-Koalition, am 2. April 1953.
Figl kehrte noch im gleichen Jahr als Außenminister in die Regierung zurück und unterzeichnete für sie am 15. Mai 1955 den Staatsvertrag, der das Ende des Besatzungsregimes mit 27. Juli 1955 bewirkte. Das Kabinett Raab I legte dem Nationalrat nach dem Abzug aller fremden Truppen den Entwurf für das Neutralitätsgesetz vor, das am 26. Oktober 1955 als Verfassungsgesetz beschlossen wurde.
Die Regierung trat am 14. Mai 1956, einen Tag nach der Nationalratswahl 1956, zurück und wurde vom Bundespräsidenten bis zur Bildung der nächsten Regierung mit der Fortführung der Geschäfte betraut, die am 29. Juni 1956 endete.
| Bundesminister (für)                | Amtsinhaber | Partei      | Staatssekretär |
| ----------------------------------- | --- | ----------- | --- |
| Bundeskanzleramt                    | Julius Raab Vizekanzler: Adolf Schärf (ohne Portefeuille) Bundesminister für auswärtige Angelegenheiten: Karl Gruber (bis 26. November 1953) Leopold Figl | ÖVP SPÖ ÖVP | Bruno Kreisky (SPÖ)                                                                                                |
| Inneres                             | Oskar Helmer | SPÖ         | Ferdinand Graf (ÖVP)                                                                                               |
| Justiz                              | Josef Gerö (bis 28. Dezember 1954) Hans Kapfer (ab 17. Jänner 1955)                                                                                       | SPÖ-nahe    | |
| Unterricht                          | Ernst Kolb (bis 31. Oktober 1954) Heinrich Drimmel | ÖVP         | |
| Soziale Verwaltung                  | Karl Maisel (bis 23. Jänner 1956) Anton Proksch | SPÖ         | |
| Finanzen                            | Reinhard Kamitz | ÖVP         | Fritz Bock (ab 7. Juli 1955; ÖVP)                                                                                  |
| Land- und Forstwirtschaft           | Franz Thoma | ÖVP         | |
| Handel und Wiederaufbau             | Josef C. Böck-Greissau (bis 21. April 1953) Udo Illig (ab 28. April 1953)                                                                                 | ÖVP         | Fritz Bock (bis 7. Juli 1955; ÖVP) Raimund Gehart (bis 31. Juli 1954; SPÖ) Rudolf Fischer (ab 2. August 1954; SPÖ) |
| Verkehr und verstaatlichte Betriebe | Karl Waldbrunner | SPÖ         | |